# Alban de Verulamium
Pour les articles homonymes, voir Saint Alban.
Alban de Verulamium ou saint Alban (mort en 283 selon la Chronique anglo-saxonne) est un saint chrétien, premier martyr de la région qui est devenu l’Angleterre, et fêté le 22 juin. Selon l’Histoire ecclésiastique du peuple anglais de Bède le Vénérable, Alban était un païen de la ville britto-romaine de Verulamium (aujourd'hui St Albans), qui se convertit au christianisme, et fut exécuté par décapitation sur une colline surplombant la ville.

## Hagiographie

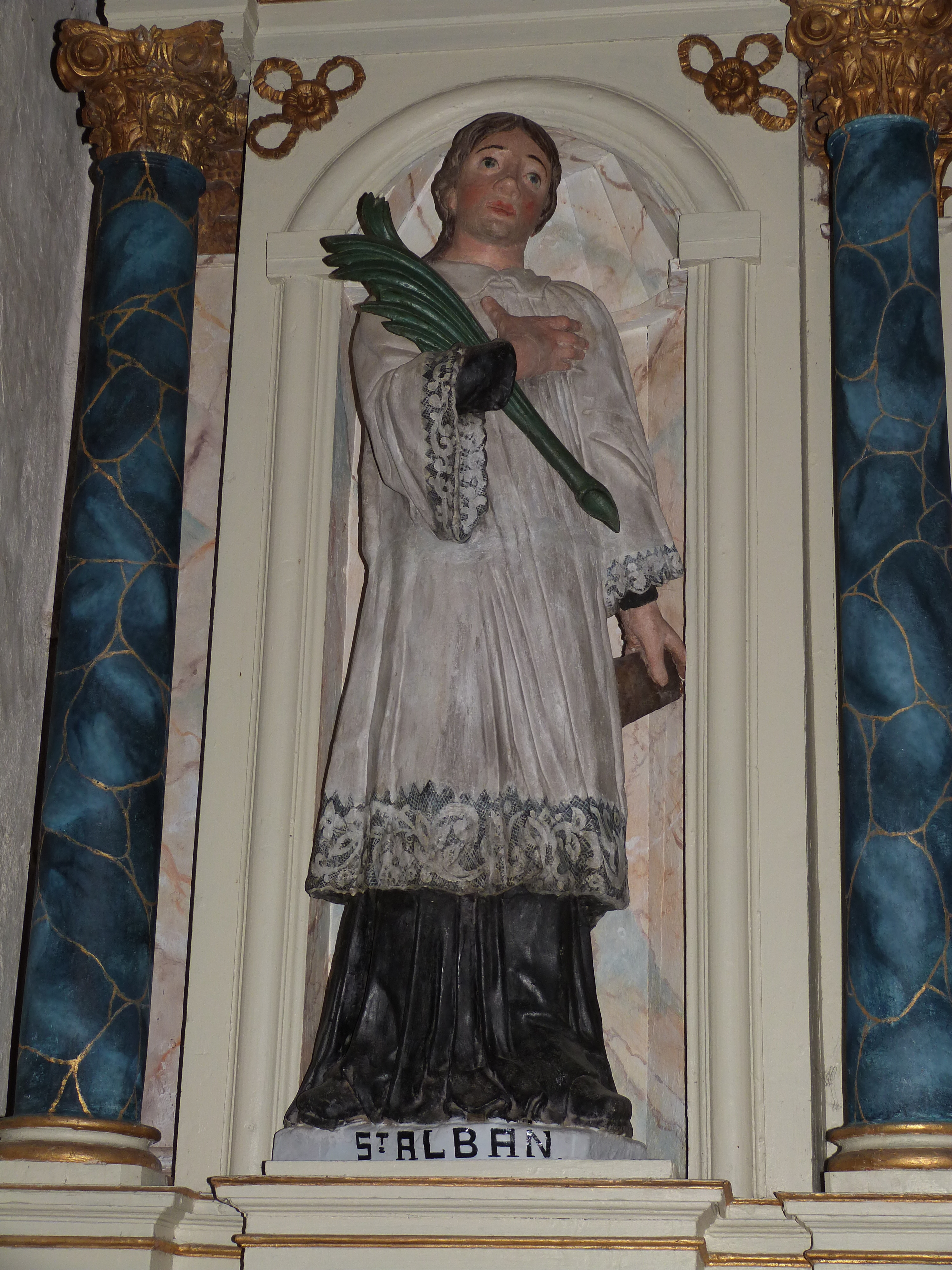
Statue de saint Alban, dans l'église paroissiale Saint-Alban de Saint-Alban (Côtes-d'Armor).

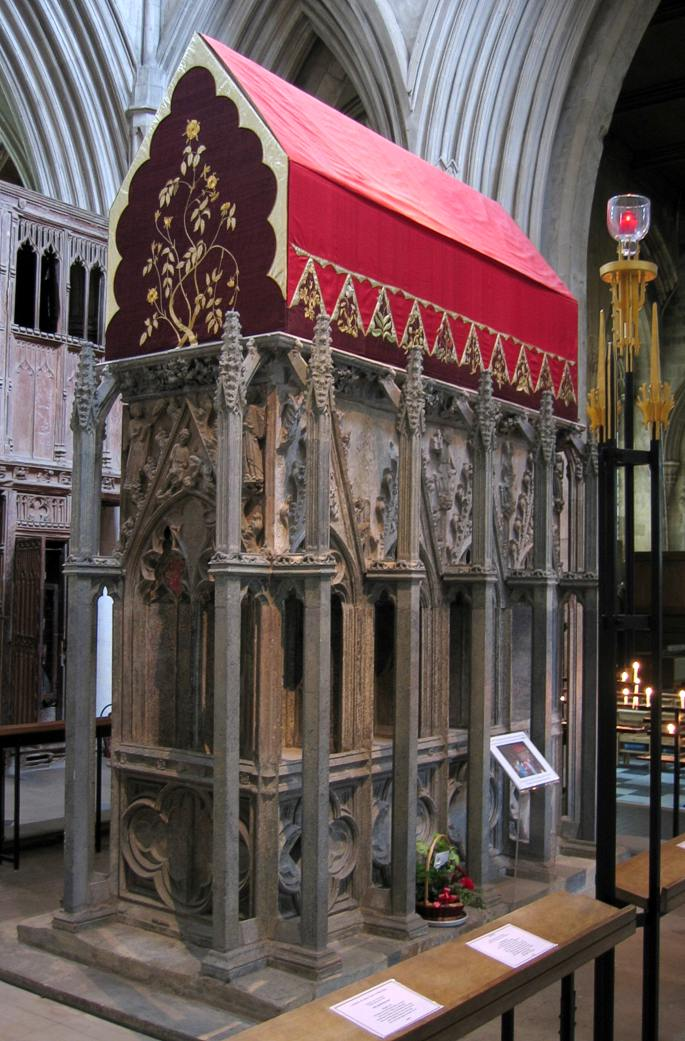
La châsse de Saint Alban dans la cathédrale de St Albans.

La date de l'exécution d’Alban n'a jamais pu être établie avec certitude. La Chronique anglo-saxonne la fixe à l'année 283. Quant à Bède le Vénérable, il indique simplement qu'elle eut lieu « lorsque les cruels empereurs publièrent pour la première fois leurs édits contre les Chrétiens », c'est-à-dire après la publication des édits de Dioclétien, en 303 de notre ère, et nécessairement avant l'avènement de Constantin en 306, puisque celui-ci met aussitôt fin à la persécution  (Lactance, De la mort des persécuteurs XXIV, 9).
En 1968, l'historien anglais John Morris a indiqué que le martyre d’Alban avait pu s'inscrire dans le cadre des persécutions menées sous le règne de Septime Sévère en 209. Morris fonde son argumentation sur de nouvelles sources manuscrites inconnues de Bède, notamment une copie du VIIIe siècle trouvée à Turin, d'un témoignage du IIIe siècle rapportant que « Alban a donné refuge à un clerc, puis a revêtu les habits et le manteau (habitu et caracalla) que cet homme portait, se fit arrêter à sa place… et fut conduit immédiatement devant le méchant César Sévère ». Saint Gildas, qui connaissait ce texte, aurait traduit « Severus » comme un adjectif, et identifié à tort l'empereur comme Dioclétien ; Bède, à son tour, aurait pris cette identification pour argent comptant, et ainsi placé le martyre de St Alban à une date trop tardive. Comme le souligne d’ailleurs Morris, Dioclétien ne régnait qu'en Orient, et n'avait donc pas à connaître des affaires de Bretagne en 304 ;  au contraire, Septime Sévère administrait la province de Bretagne entre 208 et 211. Depuis, d'autres universitaires (W. H. C. Frend et Charles Thomas par exemple) ont observé que l’exécution d'un chrétien constituait un fait isolé dans la Bretagne en 209, et sont plutôt d'avis qu'elle eut lieu entre 251-59 (sous les persécutions de Dèce ou Valérien).
Alban, donc, a accueilli un prêtre missionnaire chrétien (une interpolation postérieure de Geoffroy de Monmouth appelle le prêtre « Amphibalus (en) », qui est en réalité un mot latin pour « manteau ») recherché par l'empereur Dioclétien qui n'avait de cesse de persécuter les chrétiens jusqu'à en brûler leurs églises. Le prêtre convertit puis baptisa Alban. Lorsque le « prince impie », comme l'appelle Bède, fit rechercher le prêtre chez Alban, au lieu-dit "l’île de Chantry" dans le Hertfordshire, ce dernier échangea ses vêtements avec son protégé et se fit arrêter à sa place. Alban fut amené devant le légat romain qui, furieux de la méprise de ses hommes, ordonna qu’Alban subisse le châtiment destiné au prêtre puisqu'il se disait lui-même chrétien. Alban aurait en effet déclaré : « Je révère et j'adore le Dieu vivant et vrai qui a créé toutes choses ». Ces mots sont toujours ceux utilisés dans la liturgie de l’abbaye de Saint-Albans. Finalement rétif aux divinités romaines, on le condamna à mort.

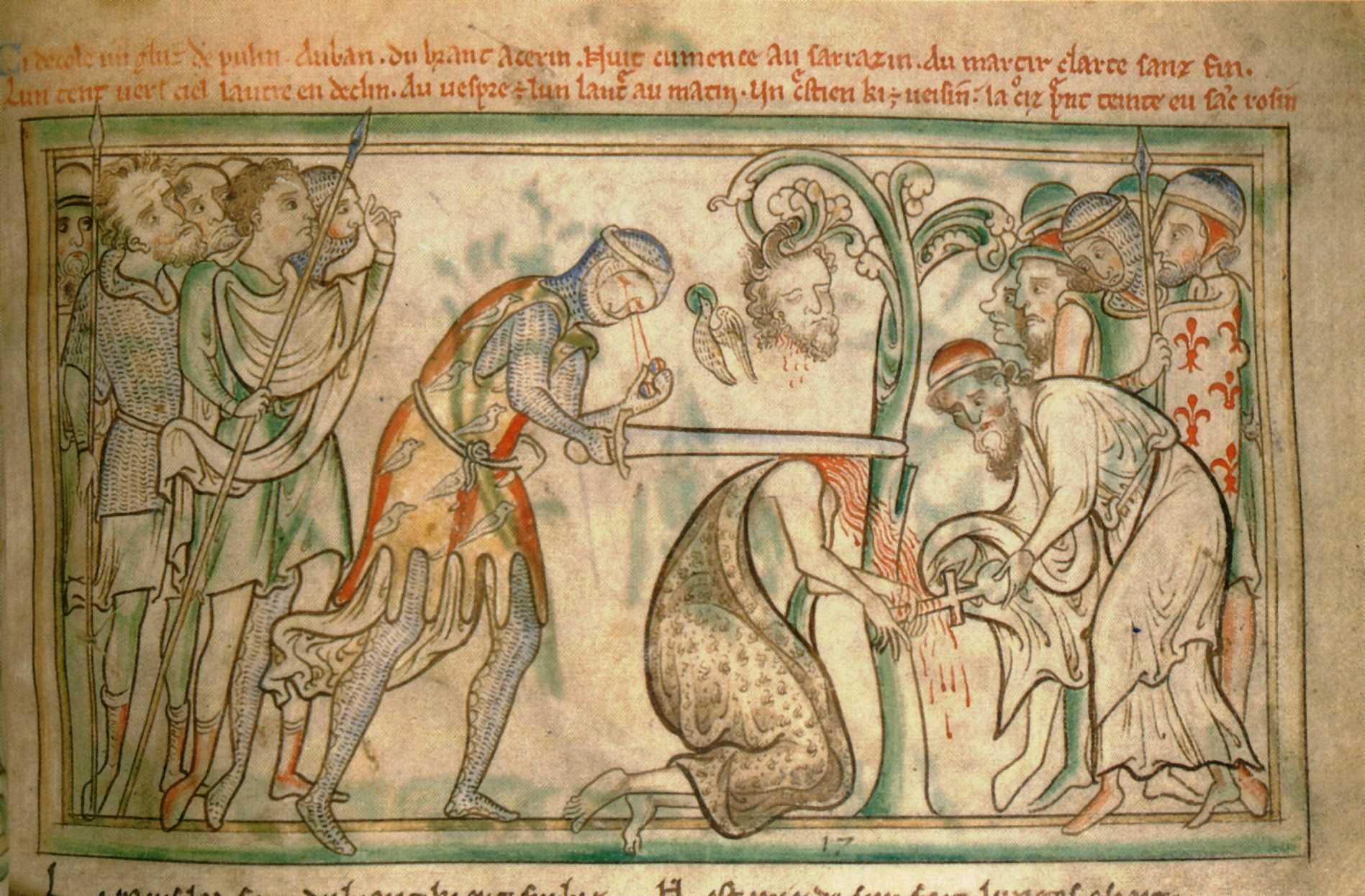
Le martyre d'Alban, enluminure attribuée à Matthieu Paris tirée de la Vie de Saint Alban, manuscrit du XIII conservé à la bibliothèque du Trinity College de Dublin, (cote MS E. I. 40, folio 38r).

La légende affirme qu'il voulut mourir pour le Christ en haut d'une colline surplombant la ville et la rivière Ver mais, que faute de pont, il pria avec ferveur. Ainsi, les eaux se séparèrent laissant un passage pour y accéder. À la vue de ce miracle, son premier bourreau se convertit sur le champ et mourut exécuté avec lui. Une nouvelle source jaillit également, soit consécutivement à une autre prière du saint, soit à l'endroit où sa tête a roulé. C'est à cet endroit même que, selon la tradition, les chrétiens édifièrent par la suite l’abbaye bénédictine de Saint-Alban.
Saint Gildas ne précise pas si Alban a subi le supplice à Verulamium : Bède est le premier à mentionner cette localité comme le lieu d'exécution et d'inhumation du martyr breton.

## Postérité
Ce saint est honoré comme le premier martyr (on parle aussi de protomartyr) d'Angleterre. Le roi Offa de Mercie aurait demandé au pape Adrien Ier sa canonisation, mais celle-ci n'intervint qu'après 993. Le culte de saint Alban permet d'attester les débuts de la christianisation des Îles Britanniques dès le IIIe siècle.
En France, saint Alban est le saint patron de Saint-Alban (Côtes-d'Armor), d'Inguiniel (Morbihan) et de Saint-Alban (Haute-Garonne).

## Sources
Mentionné pour la première fois à la fin du Ve siècle dans la Vita Germani (en), les principales sources de son hagiographie reposent sur De excidio et conquestu Britanniae et Histoire ecclésiastique du peuple anglais.